# Manuel Padín
Manuel Padín (Portugal, 4 de noviembre de 1855 - Buenos Aires, Argentina; 5 de mayo de 1922) fue un mago, payaso, fotógrafo y actor de circo portugués de vasta trayectoria en Argentina.

## Carrera
Manuel Padín fue uno de los pioneros actores circenses que inició su carrera a finales del siglo XIX en Argentina. Se casó en dos oportunidades, la primera con la trapecista Eulalia Mendizábal, con quien tuvo a su hija actriz cinematográfica María Padín y a Mariana Aída Padín, quien luego se casaría con Aniceto Juan Francisco Benavente (1884-1927) y tuvo como nieto al pintor, iluminador y escenógrafo Saulo Benavente. Luego de la muerte de Mendizábal contrajo matrimonio con la actriz uruguaya de circo Máxima Hourquet, y tuvo un total de siete hijos, uno de los cuales murió siendo muy pequeño. Los otros fueron Pilar, Manuel, Julio, Mariana, Fausto y Margarita Padín, esta última una de las más populares actrices cómicas y vedettes de inicios del siglo XX.
Luego de un tiempo radicado en Montevideo se enamora de la localidad de Chacabuco donde instala en 1910 su casa de fotografía en Avenida Saavedra 74, donde solía hacer "retratos caros pero buenos" y decide radicarse allí, donde nacen sus tres hijos menores. Se convierte en el primer fotógrafo de ese rincón provinciano. En 1911 también tenía un local en la calle Buenos Aires donde posteriormente estuvo el diario El Norte. La muerte de un hijo pequeño lo hace retornar a los caminos, afianzando su fama de tony (payaso) trabajó en distintas compañías circenses, y en lugares como Lowandi y en Pabellón Japonés de Olimecha, Lestrade, Raffeto, Casali, etc.
Fue un clown de auténtica personalidad humorística como lo pone en evidencia el periódico La Crisis. El elogio lo acompañó siempre con frases de este tenor: 

"El que lleva siempre la palma es el criollo napolitano, Padín el 77". (Así decía un periódico de Catamarca)

 .
Fundó su propio circo a mediados de 1888. Fue muy reconocido en su momento por encarnar al famoso payaso Padín, el 77,  quien poseía un humor brillante y corrosivo, y con el que hizo giras en varios puntos del país junto a su "Circo Porteño". Fue el segundo payaso que le puso un número a su nombre, ya que también se encontraba el aclamado actor José Podestá con su Pepino 88.
El aclamado payaso, ilusionista y actor murió en Buenos Aires, provincia de Argentina, el viernes 5 de mayo de 1922 a los 67 años de edad.